# Irlanda en la Copa Mundial de Rugby de 2003
El XV del Trébol fue una de las 20 naciones participantes de la Copa Mundial de Rugby de 2003, que se realizó por primera vez en Australia.
Irlanda llegó a su quinta participación habiendo sido subcampeón del Torneo de las Seis Naciones; en tres de las últimas cuatro ediciones y por eso se creía en poder alcanzar las semifinales.

## Plantel

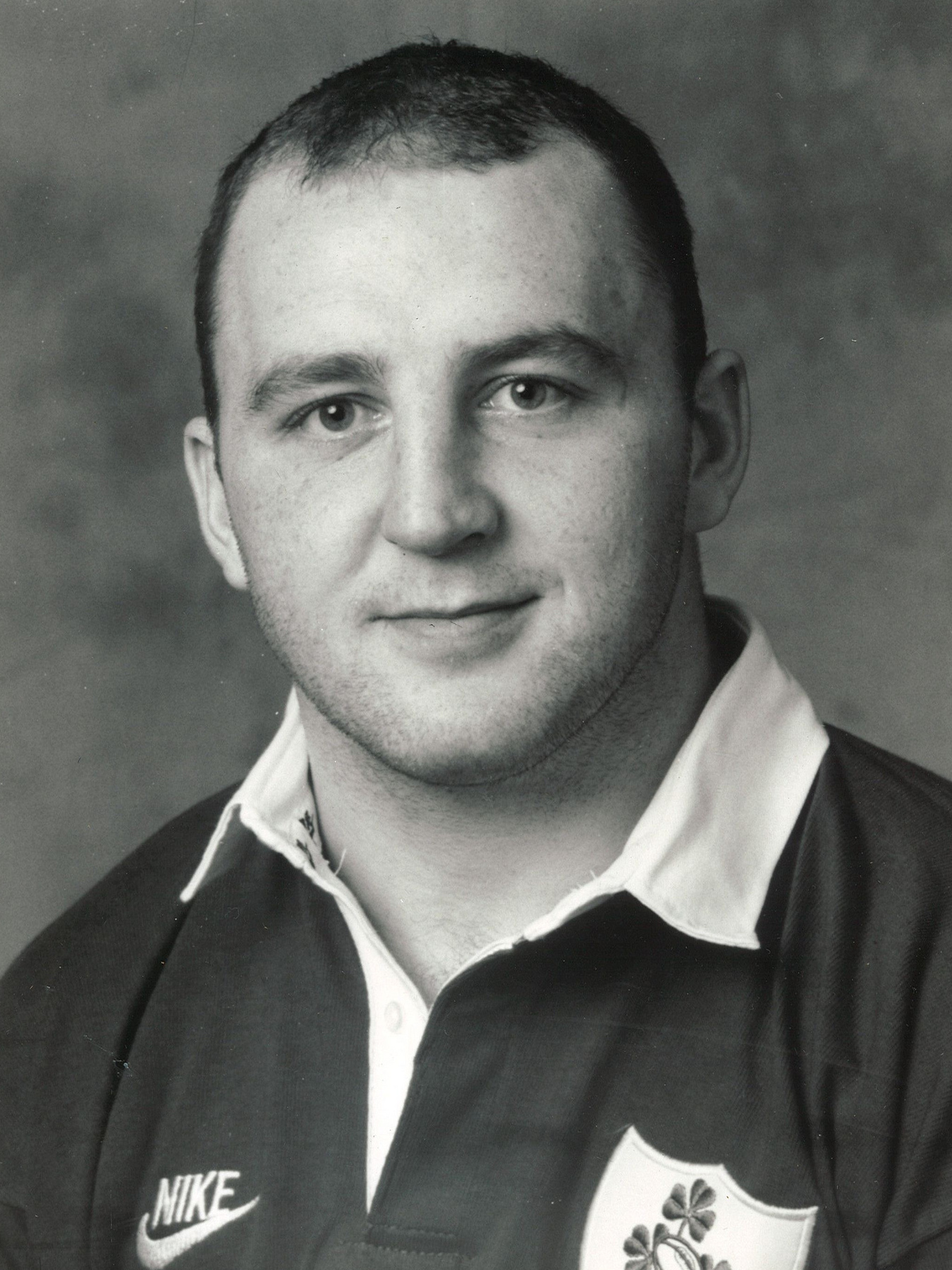
Wood fue el capitán por última y segunda vez consecutiva.

O'Sullivan (44 años) dejó afuera a los recientemente lesionados: Rob Henderson y Geordan Murphy. Además, no convocó a más de la mitad del plantel joven de Gales 1999 e incluso al excapitán Dion O'Cuinneagain.
Las edades son a la fecha del último partido de Irlanda, 9 de noviembre de 2003.
|                              | Jugador             | Edad    | Posición      | Pruebas | Equipo           |
| ---------------------------- | ------------------- | ------- | ------------- | ------- | ---------------- |
| Hookers y Pilares            |                     |         |               |         |                  |
|                              | Simon Best          | 25 años | Pilar         | 3       | Ulster Rugby     |
|                              | Shane Byrne         | 32 años | Hooker        | 22      | Leinster Rugby   |
| 1                            | Reggie Corrigan     | 32 años | Pilar         | 26      | Leinster Rugby   |
| 3                            | John Hayes          | 30 años | Pilar         | 34      | Munster Rugby    |
|                              | Marcus Horan        | 26 años | Pilar         | 12      | Munster Rugby    |
|                              | Frankie Sheahan     | 27 años | Hooker        | 13      | Munster Rugby    |
| 2                            | Keith Wood          | 31 años | Hooker        | 53      | Munster Rugby    |
| Segundas líneas              |                     |         |               |         |                  |
|                              | Gary Longwell       | 32 años | Segunda línea | 27      | Ulster Rugby     |
|                              | Donncha O'Callaghan | 24 años | Segunda línea | 5       | Munster Rugby    |
| 5                            | Paul O'Connell      | 24 años | Segunda línea | 10      | Munster Rugby    |
| 4                            | Malcolm O'Kelly     | 29 años | Segunda línea | 54      | Leinster Rugby   |
| Alas y Octavos               |                     |         |               |         |                  |
| 8                            | Victor Costello     | 33 años | Octavo        | 32      | Leinster Rugby   |
| 6                            | Simon Easterby      | 28 años | Ala           | 23      | Scarlets         |
|                              | Anthony Foley       | 30 años | Octavo        | 45      | Munster Rugby    |
| 7                            | Keith Gleeson       | 27 años | Ala           | 16      | Leinster Rugby   |
|                              | Eric Miller         | 28 años | Ala           | 35      | Leinster Rugby   |
|                              | Alan Quinlan        | 29 años | Ala           | 16      | Munster Rugby    |
|                              | David Wallace       | 27 años | Ala           | 18      | Munster Rugby    |
| Medios scrum                 |                     |         |               |         |                  |
|                              | Neil Doak           | 31 años | Medio scrum   | 0       | Ulster Rugby     |
|                              | Guy Easterby        | 32 años | Medio scrum   | 19      | Rotherham Titans |
| 9                            | Peter Stringer      | 25 años | Medio scrum   | 36      | Munster Rugby    |
| Aperturas y Centros          |                     |         |               |         |                  |
|                              | David Humphreys     | 32 años | Apertura      | 56      | Ulster Rugby     |
| 12                           | Kevin Maggs         | 29 años | Centro        | 53      | Bath Rugby       |
| 13                           | Brian O'Driscoll    | 24 años | Centro        | 41      | Leinster Rugby   |
| 10                           | Ronan O'Gara        | 26 años | Apertura      | 33      | Munster Rugby    |
|                              | Paddy Wallace       | 24 años | Centro        | 0       | Ulster Rugby     |
| Fullbacks y Wings            |                     |         |               |         |                  |
| 15                           | Girvan Dempsey      | 28 años | Fullback      | 38      | Leinster Rugby   |
| 11                           | Denis Hickie        | 27 años | Wing          | 40      | Leinster Rugby   |
|                              | Anthony Horgan      | 26 años | Fullback      | 3       | Munster Rugby    |
| 14                           | Shane Horgan        | 25 años | Wing          | 19      | Leinster Rugby   |
|                              | Tyrone Howe         | 32 años | Wing          | 10      | Ulster Rugby     |
|                              | John Kelly          | 29 años | Wing          | 13      | Munster Rugby    |
| Entrenador: Eddie O'Sullivan |                     |         |               |         |                  |

## Participación

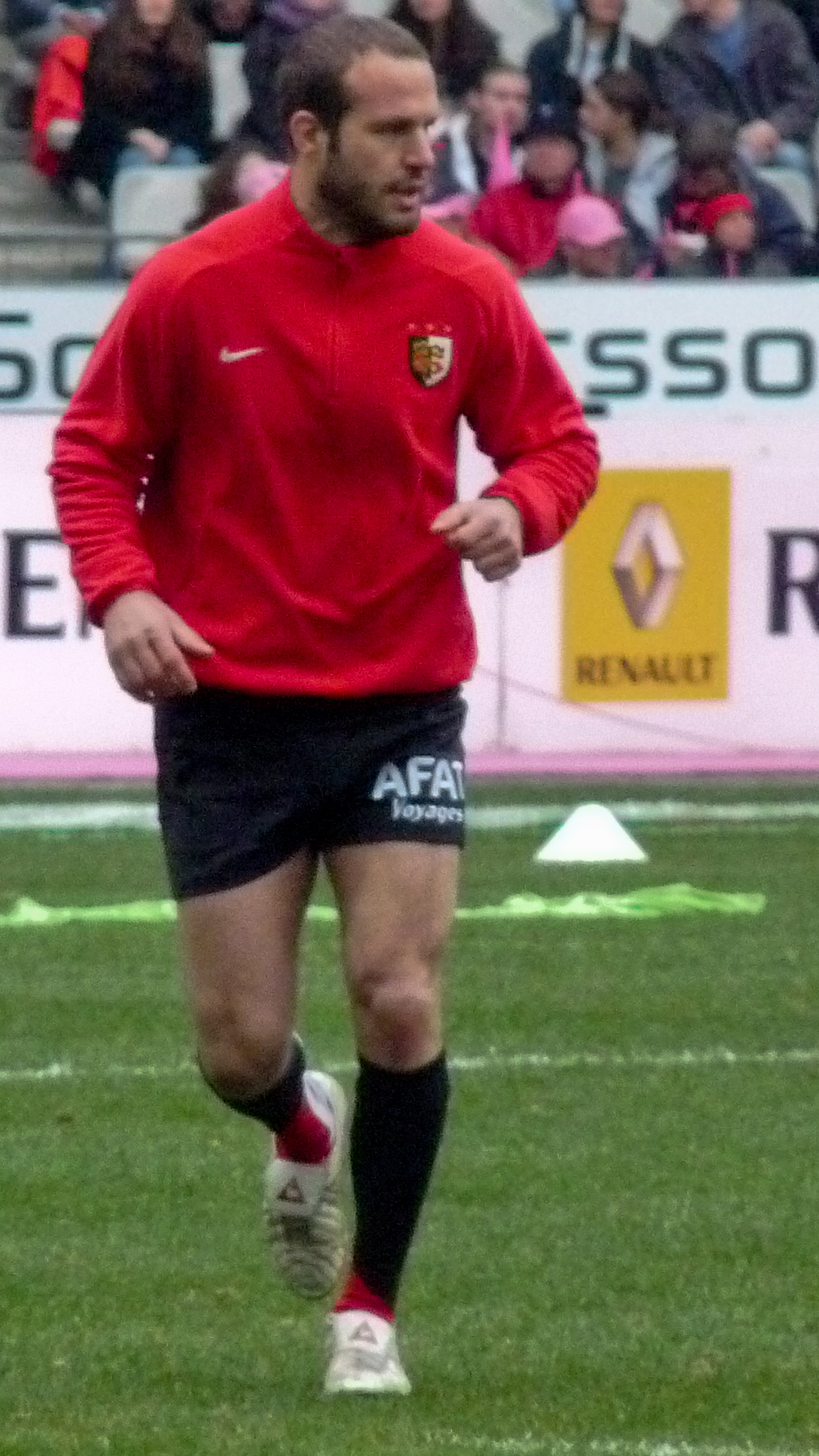
Frédéric Michalak fue el verdugo, anotando 23 puntos en la eliminación.

Irlanda integró el grupo B junto a los Wallabies favoritos al título, la debutante Namibia, los Pumas y Rumania.
El local y rival más fuerte Australia, era dirigida por Eddie Jones y formó: Jeremy Paul, Justin Harrison, Paul Moriarty, la estrella George Smith, el capitán George Gregan, la leyenda Stephen Larkham y Wendell Sailor. El XV del Trébol atacó valientemente en toda la prueba, pero Australia lo hizo magníficamente bien en los últimos cinco minutos y triunfó por un punto.
La prueba clave era contra Argentina, que los había eliminado en Gales 1999 y también clasificaba venciendo. El técnico Marcelo Loffreda diagramó: Federico Méndez, Rimas Álvarez, Rolando Martín, el capitán Agustín Pichot, Felipe Contepomi e Ignacio Corleto. En un partido extremadamente parejo y defensivo, Irlanda venció agónicamente por un punto.

### Fase final
Los cuartos los cruzaron ante Les Bleus, del entrenador Bernard Laporte, quien diagramó: Raphaël Ibañez, la leyenda Fabien Pelous, Olivier Magne, el capitán Fabien Galthié, Frédéric Michalak y la estrella Christophe Dominici. Los franceses jugaron su mejor prueba y triunfaron 43–21 en Melbourne, repitiendo la historia de Sudáfrica 1995.